# Arkaitz Durán
Arkaitz Durán Aroca (Vitoria, 19 maggio 1986) è un ex ciclista su strada spagnolo di origine basca.

## Palmarès

### Strada
- 2003 (Saunier Duval Under-23, una vittoria)

1ª tappa Volta a Portugal do Futuro (Maia > Fafe)
- 2004 (Saunier Duval Under-23, due vittorie)

1ª tappa Volta a Coruña (Carnota > Carnota)
3ª tappa Vuelta a Tenerife (San Cristóbal de La Laguna > Santiago del Teide)
- 2005 (Spiuk-Semar, una vittoria)

1ª tappa - parte a Vuelta Ciclista a León (San Andrés del Rabanedo > Villablino)
- 2008 (Scott-American Beef, due vittorie)

4ª tappa Vuelta Mexico (Guadalajara > Guadalajara)
5ª tappa Vuelta Mexico (Zamora de Hidalgo > Morelia)
- 2012 (Azysa-Telco'm-Conor, sedici vittorie)

Memorial Cirilo Zunzarren
Clásica San Rokillo
Memorial José Ciordia
San Gregorio Saria
Subida a Urraki
4ª tappa Vuelta a Navarra
5ª tappa Vuelta a Navarra (Javier > Pamplona)
Gran Premio San Antonio
Semana Burgalesa de Ciclismo
1ª tappa Vuelta a Zamora
Bayonne-Pamplona
Clásica Santiago en Cos
Classifica generale Vuelta a Ávila
Xanisteban Saria
3ª tappa Volta a Galicia
Classifica generale Vuelta a Cantabria

#### Altri successi
- 2010 (Footon-Servetto)

Classifica scalatori Tour of Hainan
- 2012 (Azysa-Telco'm-Conor)

Subida a Altzo
- 2013 (Efapel-Glassdrive)

3ª tappa Clássica de Amarante (Amarante)
Troféu Concelhio de Oliveira de Azeméis
- 2014 (OFM-Quinta da Lixa)

Prologo Grande Prémio Abimota (Figueira da Foz)
- 2015 (Efapel)

Prologo Volta ao Alto Támega (Chaves, cronosquadre)

## Piazzamenti

### Grandi Giri
- Tour de France

2010: 81º
- Vuelta a España

2007: ritirato (9ª tappa)
2009: 40º
2010: fuori tempo massimo (2ª tappa)

### Classiche monumento
- Milano-Sanremo

2011: 79º
- Parigi-Roubaix

2007: ritirato
- Liegi-Bastogne-Liegi

2006: ritirato
2007: ritirato

### Competizioni mondiali
- Campionati del mondo

Hamilton 2003 - In linea Junior: 90º
Verona 2004 - In linea Junior: ritirato